# 앨런 웰스
앨런 웰스(Allan Wells, 본명: Allan Wipper Wells MBE, 1952년 5월 3일 ~ )는 스코틀랜드의 전 트랙 필드 단거리 달리기 선수로 1980년 모스크바 하계 올림픽에서 100m 올림픽 챔피언이 되었다. 1981년에 그는 IAAF 골든 스프린트와 IAAF 월드컵 금메달리스트였다. 그는 또한 세 번의 유러피언 컵 금메달리스트이기도 하다.
코먼웰스 게임에서 스코틀랜드의 여러 메달리스트였으며, 1978년 코먼웰스 게임에서 2개의 금메달을 획득하고 1982년 코먼월스 게임에서 100미터/200미터 스프린트 더블을 완주했다. 웰스는 또한 1978년, 1979년, 1980년, 1981년, 1982년, 1983년, 1984년에 100m에서 영국에서 가장 빠른 100/200 기록을 기록했다.